# Calyptomyrmex

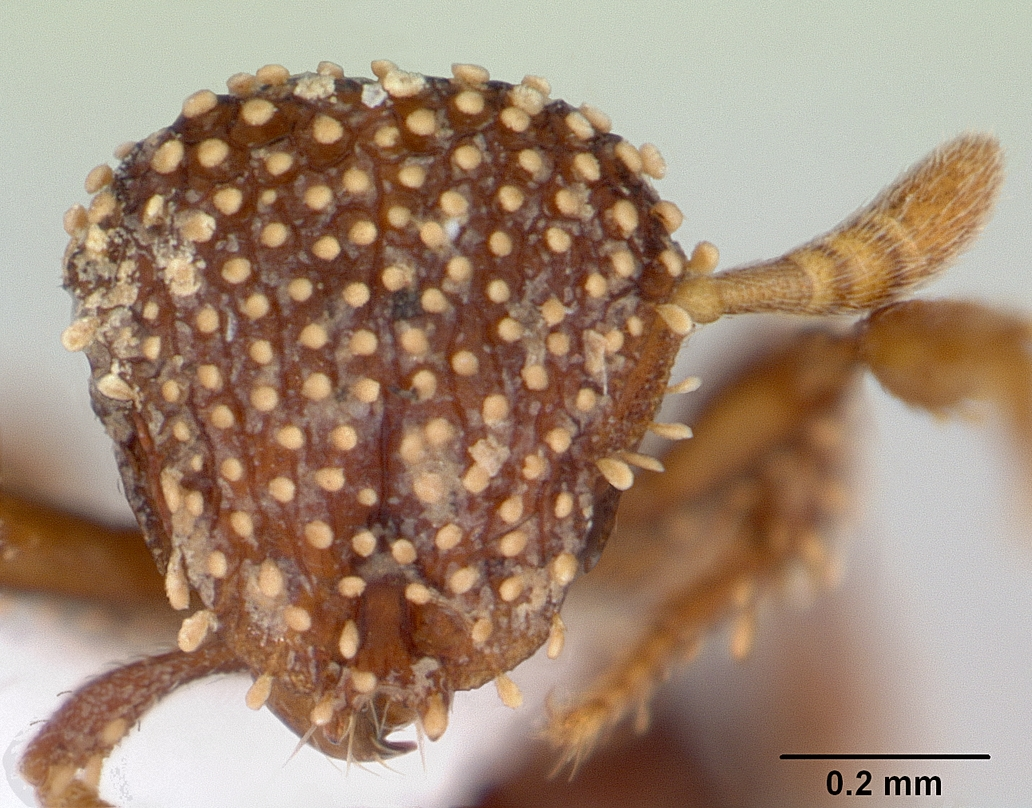
Calyptomyrmex kaurus: голова спереди

Calyptomyrmex (лат.) — род мелких муравьёв (Formicidae) из подсемейства Myrmicinae.

## Распространение
Юго-восточная Азия (14 видов), Афротропика (16 видов), Австралия и Океания (9 видов).

## Описание
Мелкие земляные муравьи (длина около 3-4 мм) красновато-бурого цвета. На голове развиты глубокие усиковые бороздки, полностью вмещающие антенны. Тело покрыто чешуевидными волосками. Усики самок и рабочих 12-члениковые с булавой из 3 вершинных члеников (у самцов усики 12-члениковые, но без булавы). Максиллярные щупики 2-члениковые, нижнечелюстные щупики из 2 члеников. Наличник широкий с двулопастным выступом (клипеальная вилка). Стебелёк между грудкой и брюшком состоит из двух члеников: петиолюса и постпетиолюса (последний четко отделен от брюшка), жало развито, куколки голые (без кокона).

## Систематика
Более 30 видов. Род Calyptomyrmex различные авторы включали в разные трибы и подсемейства Cataulacinae (Cryptoceridae), Meranoplini, Stenammini и с 2014 года в Crematogastrini.
- Calyptomyrmex arnoldi (Forel, 1913) — Африка
- Calyptomyrmex asper Shattuck, 2011 — Борнео
- Calyptomyrmex barak Bolton, 1981
- Calyptomyrmex beccarii Emery, 1887 typus — Австралия, Азия
- Calyptomyrmex brevis Weber, 1943
- Calyptomyrmex brunneus Arnold, 1948
- Calyptomyrmex caledonicus Shattuck, 2011 — Новая Каледония
- Calyptomyrmex clavatus Weber, 1952
- Calyptomyrmex claviseta (Santschi, 1914)
- Calyptomyrmex danum Shattuck, 2011 — Борнео
- Calyptomyrmex duhun Bolton, 1981
- Calyptomyrmex foreli Emery, 1915
  - = Calyptomyrmex emeryi Forel, 1901
- Calyptomyrmex fragarus Shattuck, 2011 — Австралия
- Calyptomyrmex friederikae Kutter, 1976 — Бутан
- Calyptomyrmex fritillus Shattuck, 2011 — Австралия
- Calyptomyrmex glabratus Viehmeyer, 1916
- Calyptomyrmex grammus Shattuck, 2011 — Австралия
- Calyptomyrmex kaurus Bolton, 1981
- Calyptomyrmex lineolus Shattuck, 2011 — Австралия
- Calyptomyrmex loweryi Shattuck, 2011 — Ю.-В.Азия
- Calyptomyrmex nedjem Bolton, 1981
- Calyptomyrmex nummuliticus Santschi, 1914
- Calyptomyrmex ocullatus Shattuck, 2011 — Австралия
- Calyptomyrmex piripilis Santschi, 1923
- Calyptomyrmex rectopilosus Dlussky & Radchenko, 1990 — Вьетнам[4]
- Calyptomyrmex rennefer Bolton, 1981
- Calyptomyrmex retrostriatus Shattuck, 2011 — Борнео
- Calyptomyrmex ryderae Shattuck, 2011 — Борнео
- Calyptomyrmex sabahensis Shattuck, 2011 — Борнео
- Calyptomyrmex shasu Bolton, 1981
- Calyptomyrmex singalensis Baroni Urbani, 1975 — Шри-Ланка
- Calyptomyrmex sparsus Shattuck, 2011 — Австралия
- Calyptomyrmex stellatus Santschi, 1915
- Calyptomyrmex tamil Baroni Urbani, 1975 — Шри-Ланка
- Calyptomyrmex taylori Shattuck, 2011 — Австралия
- Calyptomyrmex tensus Bolton, 1981
- Calyptomyrmex vedda Baroni Urbani, 1975 — Шри-Ланка
- Calyptomyrmex wittmeri Baroni Urbani, 1975 — Бутан, Китай